# Hrabstwo Jefferson (Montana)
Hrabstwo Jefferson (ang. Jefferson County) – hrabstwo w stanie Montana w Stanach Zjednoczonych. Obszar lądowy hrabstwa obejmuje powierzchnię 1656,64 mil² (4290,68 km²). Według szacunków United States Census Bureau w roku 2009 miało 11 470 mieszkańców. Siedzibą hrabstwa jest Boulder.

## Miasta
- Boulder
- Whitehall

## CDP
- Basin
- Cardwell
- Clancy
- Elkhorn
- Jefferson City
- Montana City
- Rader Creek
- South Hills